# Joachim Specht
Joachim Specht (* 6. Januar 1931 in Weinböhla; † 12. Februar 2016 in Dessau-Roßlau) war ein deutscher Schriftsteller.

## Leben
Joachim Specht war der Sohn eines technischen Kaufmanns und einer
Kindergärtnerin. Er besuchte Oberschulen in Radebeul und Dresden. Nach der Zerstörung Dresdens im Februar 1945 zog seine Familie nach Dessau. Dort absolvierte er eine Lehre als Schlosser. Der Zugang zum Studium an der Ingenieurschule in Köthen wurde ihm von staatlichen Stellen verwehrt. Specht ging 1947 illegal über die grüne Grenze nach Westdeutschland. In Hamburg arbeitete er u. a. als Schweißer; ab 1951 war er arbeitslos. 1952 verdingte er sich als Vertragsarbeiter bei den South Australian Railways und wanderte per Schiff nach Australien aus. Dort arbeitete er u. a. in Adelaide und Peterborough für die Eisenbahngesellschaft. Ende 1955 kehrte er nach Deutschland zurück und hielt sich anfangs erneut in Hamburg auf, kehrte dann aber in seine sächsische Heimat zurück. Er nahm die DDR-Staatsbürgerschaft an, machte 1957 die Meisterprüfung für den Schlosserberuf und übernahm die Leitung des elterlichen Betriebs.
Ab 1960 gehörte Specht zum Dessauer „Zirkel Schreibender Arbeiter“, der von
Werner Steinberg geleitet wurde. Seine dortigen Schreibversuche führten 1963 zur Veröffentlichung eines ersten Bandes mit Erzählungen, der im Verlag der Nation erschien. 1971 wurde Spechts Betrieb Teil einer handwerklichen Produktionsgenossenschaft, die noch im selben Jahr verstaatlicht wurde. Specht konzentrierte sich daher ab 1972 ganz auf seine schriftstellerische Arbeit und veröffentlichte in der Folge zahlreiche Abenteuerromane und Erzählungsbände, in denen er meist in spannender Weise seine australischen Erfahrungen verarbeitete. In den Sechzigerjahren war er als Drehbuchautor an den Fernsehserien „Der Sheriff“ und „Hannes Scharf“ beteiligt.
Joachim Specht gehörte seit 1965 der Arbeitsgemeinschaft Junger Autoren im Bezirk Halle und seit 1968 dem Deutschen Schriftstellerverband an. Seit 1991 war er Mitglied des Förderkreises der Schriftsteller in Sachsen-Anhalt und des Friedrich-Bödecker-Kreises Sachsen-Anhalt.
Im Februar 2016 starb Joachim Specht im Alter von 85 Jahren.

## Auszeichnungen
- 1983 Wilhelm-Müller-Kunstpreis der Stadt Dessau
- 1990 Stadtschreiber von Dessau

## Werke
- Peterborough Story, Berlin 1963
- Die Gejagten, Berlin 1966
- Stippvisite und andere Erzählungen, Berlin 1968
- Jemenitisches Abenteuer. Jemenitischer Bericht, Berlin 1969
- Blütenhölle in Banusta, Berlin 1971
- Der Fünfer, Berlin 1971
- Wasser für die roten Wölfe, Berlin 1972
- Buschbrand, Berlin 1974
- Perpetuum mobile, Berlin 1975
- Leuchtfeuer Eastern Reef, Verlag Das Neue Berlin, Berlin 1976
- Perlentaucher in der Frances Bay, Berlin 1976
- Der Einzelgänger, Berlin 1978
- Paraipagold, Berlin 1978
- Korallen-Joe, Berlin 1981
- Wunder dauern etwas länger, Berlin 1981
- Das Camp am Burdekinfluß, Berlin 1982
- Der Steinbock ist ein Talisman, Berlin 1983
- Daniels Weg in die Steinzeit, Berlin 1985
- Tippet, Berlin 1985
- In den Korallenriffen, Berlin 1987
- In den Mangrovensümpfen, Berlin 1988
- Segelflug unterm Kreuz des Südens, Berlin 1990
- Der Fall Schlottbeck, Dessau 1992
- Die Lady im Busch, Bayreuth 1994
- Australian Cowboy, Emsdetten 1997
- Kreuz und quer aus meinem Leben, Halle 1997
- Capricorn, Emsdetten 1998
- Ich, Johann Bernhard Basedow …, Dessau 1999
- Koala heißt das Wappentier, Emsdetten 2000
- Der lange Weg des Filmvorführers, Emsdetten 2001
- "G' day" – Rückkehr nach Australien, Emsdetten 2002
- Ein Lob vom großen Morgenstern, Emsdetten 2003
- Knalltrauma, Emsdetten 2004
- Lockruf der Kontinente, Emsdetten 2005
- Der Kupferkopf, Zwei Abenteuergeschichten aus Australien, Jena 2011

## Herausgeberschaft
- Sachsen-Anhalt-Hausbuch, Berlin [u. a.] 1995 (zusammen mit Diethard H. Klein)